# Floor Faber
Floor Faber (Het Dagboek van Floor Faber) was een Nederlandse komische dramaserie die eind 2009 werd uitgezonden op Net5. De rol van Floor Faber werd gespeeld door actrice Georgina Verbaan. De serie was gebaseerd op de gelijknamige column van Maartje Fleur uit de VIVA. Manon Spierenburg, een studiegenoot van Maartje Fleur, schreef het scenario. 
De serie ging goed van start, maar verloor haar kijkers al erg snel. Net5 besloot in juli 2010 om de serie geen vervolg te geven.

## Verhaal
De serie gaat over de 27-jarige Floor Faber die op zoek is naar haar grote liefde. Ze woont samen met haar kat Otje in een klein appartementje in Amsterdam Oud-West. Floor werkt op een verzekeringskantoor, waar ze haar langste tijd wel heeft gehad. Eigenlijk wil Floor haar grote liefde niet vinden, omdat ze weet dat het dan afgelopen is met avonturen beleven.

## Rolverdeling

### Hoofdpersonages
- Georgina Verbaan – Floor Faber
- Hadewych Minis – Gina Faber
- Joan Nederlof – Irene Faber
- Roeland Fernhout – Martijn
- Kees Boot – Gerard
- Alix Adams – Trudie
- Sanne Vogel – Claire

### Terugkerende gastrollen
- Daniël Boissevain – Menno
- Teun Kuilboer – Erik
- Loes Haverkort – Alyssa Evers
- Sieger Sloot – Timo

## Afleveringen
| Nr. | Titel                                                      | Uitzenddatum     | Kijkcijfers |
| --- | ---------------------------------------------------------- | ---------------- | ----------- |
| 1   | Kiezen zonder glazen bol                                   | 27 oktober 2009  | 713.000     |
| 2   | Dromen zijn bedrog                                         | 3 november 2009  | 607.000     |
| 3   | Wie ben ik?                                                | 10 november 2009 | 494.000     |
| 4   | Maak van je crisis een kans                                | 17 november 2009 | 350.000     |
| 5   | Tussen waarheid en leugen ligt een glibberig pad           | 24 november 2009 | 384.000     |
| 6   | Kun je het allemaal hebben?                                | 1 december 2009  | 374.000     |
| 7   | Delen is vermenigvuldigen                                  | 8 december 2009  | 352.000     |
| 8   | Iedere big is een gazelle in de ogen van zijn eigen moeder | 15 december 2009 | 318.000     |
| 9   | Alleen is maar alleen, maar...                             | 22 december 2009 | 302.000     |
| 10  | Je krijgt maar één keer een tweede kans                    | 29 december 2009 | 269.000     |